# Bačka nogometna zona 1951.
Bačka zona je bila liga petog stupnja nogometnog prvenstva Jugoslavije u sezoni 1951. 
 Sudjelovalo je 12 klubova, a prvak je bila "Zvezda" iz Subotice. 

## Ljestvicea
| mj. | klub                | ut. | pob. | ner. | por. | gol+ | gol- | bod |
| --- | ------------------- | --- | ---- | ---- | ---- | ---- | ---- | --- |
| 1.  | Zvezda Subotica     | 22  | 13   | 5    | 4    | 64   | 30   | 31  |
| 2.  | Sport Bezdan        | 22  | 11   | 7    | 4    | 41   | 29   | 29  |
| 3.  | Radnički Novi Sad   | 22  | 12   | 2    | 8    | 38   | 31   | 26  |
| 4.  | Srbobran            | 22  | 10   | 5    | 7    | 43   | 26   | 25  |
| 5.  | Centrala Subotica   | 22  | 11   | 3    | 5    | 55   | 36   | 25  |
| 6.  | Bratstvo Ada        | 22  | 10   | 5    | 7    | 43   | 37   | 23  |
| 7.  | Hajduk Kula         | 22  | 9    | 5    | 8    | 50   | 35   | 23  |
| 8.  | Zmajevac Subotica   | 22  | 8    | 3    | 11   | 33   | 33   | 19  |
| 9.  | Dunav Monoštor      | 22  | 8    | 5    | 9    | 27   | 48   | 18  |
| 10. | Napredak Sivac      | 22  | 7    | 4    | 11   | 33   | 63   | 18  |
| 11. | Potisje Kanjiža     | 22  | 7    | 2    | 13   | 32   | 47   | 16  |
| 12. | Milicionar Novi Sad | 22  | 3    | 2    | 17   | 22   | 67   | 8   |

## Rezultatska križaljka
| kratica | klub                | BRA | CEN | DUN | HAJ | MIL | NAP | POT | RAD | SPO | SRB | ZMA | ZVE |
| --- | ------------------- | --- | --- | --- | --- | --- | --- | --- | --- | --- | --- | --- | --- |
| BRA | Bratstvo Ada        |     |     |     |     |     |     |     |     |     |     |     |     |
| CEN | Centrala Subotica   |     |     |     |     |     |     |     |     |     |     |     |     |
| DUN | Dunav Monoštor      |     |     |     |     |     |     |     |     |     |     |     |     |
| HAJ | Hajduk Kula         |     |     |     |     |     |     |     |     |     |     |     |     |
| MIL | Milicionar Novi Sad |     |     |     |     |     |     |     |     |     |     |     |     |
| NAP | Napredak Sivac      |     |     |     |     |     |     |     |     |     |     |     |     |
| POT | Potisje Kanjiža     |     |     |     |     |     |     |     |     |     |     |     |     |
| RAD | Radnički Novi Sad   |     |     |     |     |     |     |     |     |     |     |     |     |
| SPO | Sport Bezdan        |     |     |     |     |     |     |     |     |     |     |     |     |
| SRB | Srbobran            |     |     |     |     |     |     |     |     |     |     |     |     |
| ZMA | Zmajevac Subotica   |     |     |     |     |     |     |     |     |     |     |     |     |
| ZVE | Zvezda Subotica     |     |     |     |     |     |     |     |     |     |     |     |     |
| |                     |     |     |     |     |     |     |     |     |     |     |     |     |
| podebljan rezultat - utakmice od 1. do 11. kola (1. utakmica između klubova) rezultat normalne debljine - utakmice od 12. do 22. kola (2. utakmica između klubova) rezultat nakošen - nije vidljiv redoslijed odigravanja međusobnih utakmica iz dostupnih izvora rezultat nakošen i smanjen * - iz dostupnih izvora nije uočljiv domaćin susreta prekrižen rezultat - poništena ili brisana utakmica p - utakmica prekinuta 3:0 p.f. / 0:3 p.f. - rezultat 3:0 bez borbe n.i. - nije igrano |                     |     |     |     |     |     |     |     |     |     |     |     |     |

 Izvori: 

## Unutrašnje poveznice
- Vojvođanska liga 1951.